# Ugljan
Ugljan o Ugliano es una isla de Croacia y la más grande en el archipiélago de Zadar. Se encuentra al noroeste de la isla de Pašman y al sureste de las islas de Rivanj y Sestrunj. Separada del continente por el canal de Zadar, está conectada con la isla de Pašman por un puente sobre el estrecho Ždrelac. Tiene una superficie de 50,21 kilómetros cuadrados, y una población de 7.583 habitantes (con una longitud de 22 km, y ancho de hasta 3,8 km)

## Personalidades
- Gabriel Boric, presidente electo de Chile, nació en el seno de una familia croata oriunda de Ugljan.[2]